# Carmel Mallia
Carmel Mallia   (Ħal Qormi, 9 de novembre de 1929) és un escriptor i esperantista maltès.
Mallia es va doctorar en literatura, medicina natural i estudis bíblics, després d'haver-se llicenciat en filologia francesa a la universitat de Londres i d'estudiar filosofia a França. Va aprendre la llengua auxiliar internacional esperanto el 1960. Escriu assaig, novel·la històrica i poesia en maltès, esperanto, anglès, francès i italià. Col·labora amb la revista Monato. Ha estat president de la Malta Esperanto-Societo, membre fundador de l'Associació d'Escriptors en Esperanto (EVA) i membre de l'Akademio de Esperanto.